# Młotowiertarka

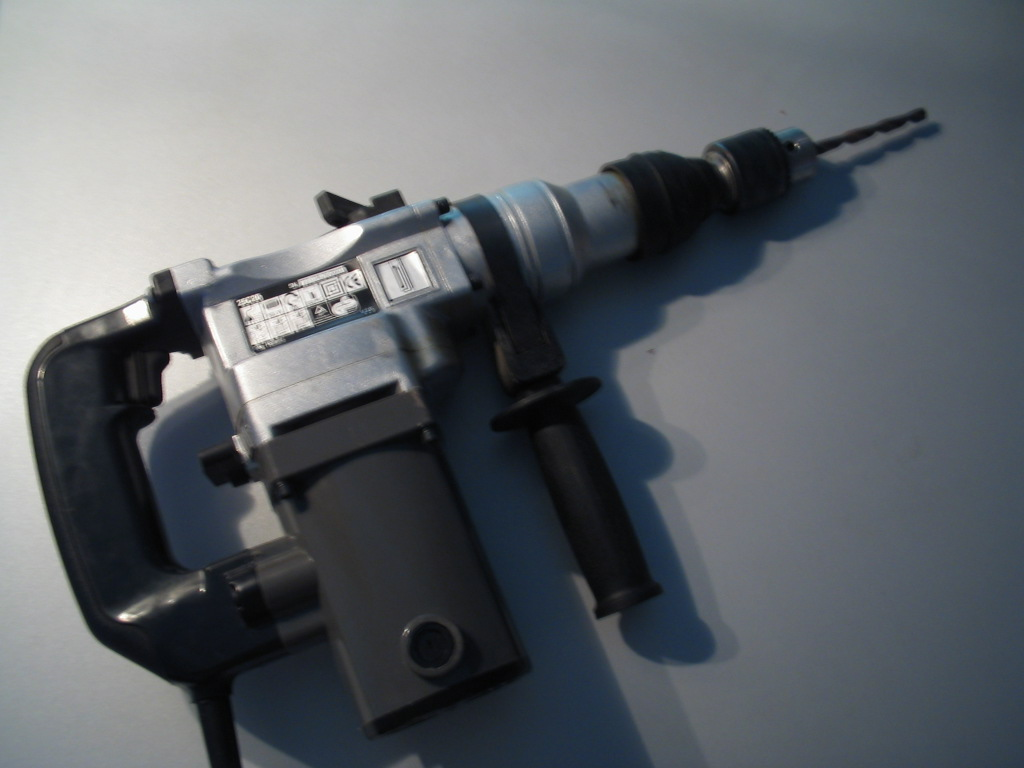
Młotowiertarka z pionowym mocowaniem silnika. W uchwycie SDS-plus założony jest adapter przeznaczony do mocowania wierteł z chwytem walcowym.

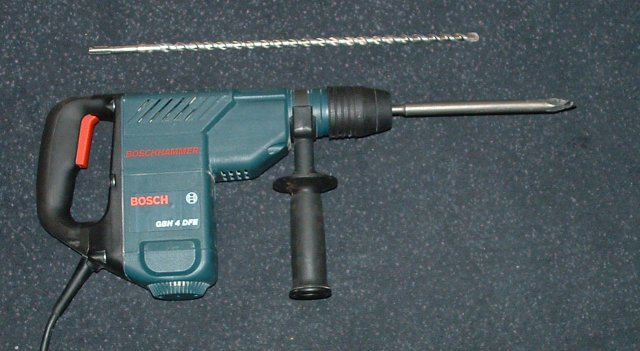
Młot udarowo-obrotowy Bosch GBH 4 DFE z uchwytem SDS-plus

Młotowiertarka (młot obrotowo-udarowy) – elektronarzędzie przeznaczone głównie do wiercenia otworów w betonie, kamieniu, marmurze itp. Młotowiertarki o większej masie nazywane są także młotami obrotowo-udarowymi.

## Budowa

### Różnice w stosunku do wiertarek udarowych
Cechą odróżniająca te urządzenia od wiertarek udarowych jest mechanizm udaru pneumatycznego. Dzięki niemu młotowiertarki nie wymagają podczas pracy silnego docisku do obrabianego materiału. Parametrem mającym największy wpływ na możliwości młotowiertarki jest energia pojedynczego udaru. Może być ona mierzona na pobijaku (element młotowiertarki uderzający od tyłu w wiertło) lub końcu wiertła. Większość młotowiertarek jest wyposażona w uchwyt na osprzęt typu SDS

### Tryby pracy
Młotowiertarki mogą pracować w kilku trybach:
- wiercenie z udarem – podstawowy tryb pracy przeznaczony do wiercenia otworów w materiałach budowlanych (beton, cegła itp.) – w tym trybie pracy silnik obraca zamocowane w uchwycie wiertło i jednocześnie napędza mechanizm udaru pneumatycznego,
- wiercenie bez udaru – przeznaczony do wiercenia w drewnie, metalu i innych materiałach nie wymagających udaru podczas wiercenia – w tym trybie pracy silnik obraca zamocowane w uchwycie wiertło, mechanizm udaru jest wyłączony; podczas pracy w tym trybie uchwyt SDS jest zastępowany uchwytem umożliwiający mocowanie wierteł z chwytem walcowym lub stosowany jest odpowiedni adapter,
- kucie – przeznaczony do kucia bruzd w ścianach itp. – w tym trybie pracy silnik nie obraca zamocowanego w uchwycie dłuta, a jedynie mechanizm udaru.

## Zastosowanie
Zakres prac wykonywanych za pomocą młotowiertarki zależy w dużym stopniu od zastosowanego uchwytu na osprzęt i energii pojedynczego udaru. Młotowiertarki o masie do 5 kg mają energię pojedynczego udaru 1,5–5 J i uchwyt SDS-plus. Są one przeznaczone głównie do wiercenia otworów i często pozbawione funkcji kucia (czasami także wiercenia bez udaru). Wykorzystywanie młotowiertarek z uchwytem SDS-plus do kucia powinno mieć charakter sporadyczny, ponieważ praca w tym trybie powoduje przyspieszone zużycie elektronarzędzia. Pracę w tym trybie utrudnia także częsty w tej klasie brak mechanizmu blokującego obroty uchwytu narzędziowego (nie jest on obracany przez silnik, ale obraca się swobodnie pod wpływem sił działających na dłuto). Młotowiertarki o masie powyżej 5 kg i energii pojedynczego udaru do 18 J są wyposażane w uchwyt na osprzęt typu SDS-max (rzadziej – wieloklin). Służą one do wykonywania otworów w betonie o średnicy powyżej 12 mm, kucia bruzd, skuwania tynków i lżejszych prac wyburzeniowych (np. wyburzania ścian działowych).

## Historia
Pierwszą młotowiertarkę (Bohrmaschine mit elektro-pneumatischem Schlagwerk) opatentowała firma Fein w roku 1914.